# Exopeptidază
O exopeptidază este orice peptidază care catalizează clivarea legăturii peptidice terminale sau penultime din structura unei proteinep/peptide; procesul eliberează un singur aminoacid, dipeptidă sau o tripeptidă din lanțul peptidic. După tipul aminoacidului eliberat din catenă, o exopeptidază poate fi clasificată ca aminopeptidază (clivează aminoacid N-terminal) sau respectiv carboxipeptidază (clivează aminoacid C-terminal). 
Câteva exemple de exopeptidaze includ:
- Carboxipeptidaza A - scindează Phe, Tyr, Trp sau Leu C-terminal
- Carboxipeptidaza B - scindează Lys C-terminal sau Arg
- Aminopeptidaza - scindează orice aminoacid N-terminal
- Prolinaza - scindează N-terminalul Pro din dipeptide[2]
- Prolidaza - scindează C-terminalul Pro din dipeptide[3]